# Perdita nanula
Perdita nanula är en biart som beskrevs av Timberlake 1960. Perdita nanula ingår i släktet Perdita och familjen grävbin. Inga underarter finns listade i Catalogue of Life.